# El grito (película de 1978)
El grito   (título original: The Shout) es una película británica dirigida por Jerzy Skolimowski, estrenada el 1978. Es una adaptación del relato de Robert Graves.

## Argumento
En un partido de cricket que tiene lugar en una institución psiquiátrica, el escritor Robert Graves conoce a Charles Crossley, un extraño interno presentado como muy inteligente. Mientras están los dos en una cabina contando los puntos del partido, Crossley empieza a explicar su historia, en la que afirma haber viajado durante dieciocho años por Australia, donde aprendió magia de un brujo aborigen y recibió un poder terrible: el grito de terror que provoca una muerte instantánea. Aunque Graves se toma la historia como una fantasía, en el transcurso del partido ocurre algo que le hace cuestionarse su propia salud mental.

## Reparto
- Alan Bates: Charles Crossley
- Susannah York: Rachel Fielding
- John Hurt: Anthony Fielding
- Robert Stephens: El médico
- Tim Curry: Robert Graves
- Julian Hough: Vicar
- Carol Drinkwater: la mujer
- John Reas: el inspector
- Susan Wooldridge: Harriet
- Nick Stringer: Cobbler

## Producción
- El rodaje se desarrolló en el condado de Devon.
- En su estudio de grabación, Fielding tiene muchas reproducciones de obras del pintor británico Francis Bacon.[3]

## Premios
- Gran Premio del Jurado al Festival de Cannes 1978.